# Schloss Bayerbach

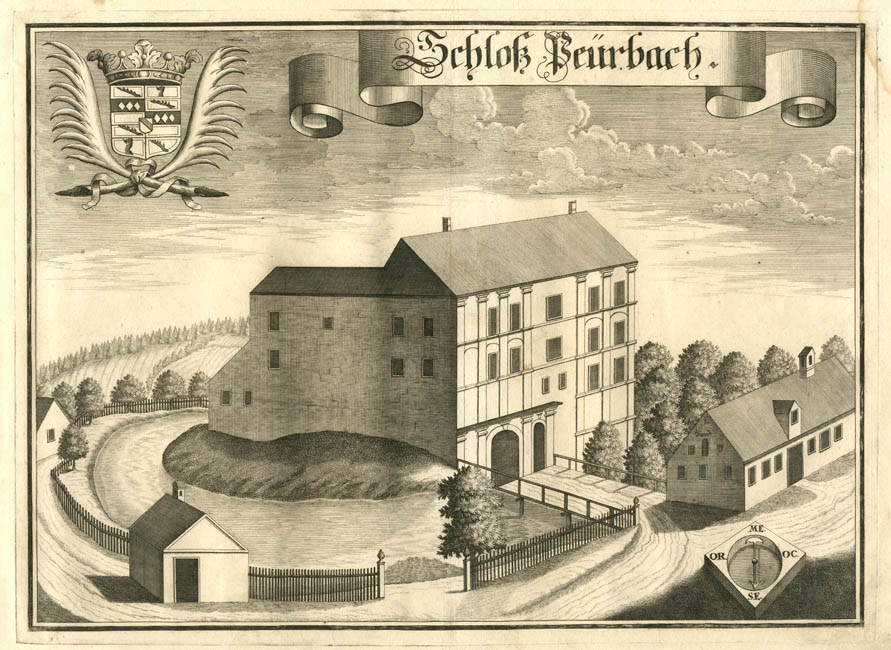
Schloss Bayerbach nach einem Stich von Michael Wening von 1721

Das Schloss Bayerbach (auch Schloss Peuerbach genannt) liegt in der niederbayerischen Gemeinde Bayerbach bei Ergoldsbach im Landkreis Landshut (Schlossstraße 2 und 4). Die Anlage wird als Baudenkmal unter der Aktennummer D-2-74-119-2 geführt. „Untertägige mittelalterliche und frühneuzeitliche Befunde im Bereich des Schlosses von Bayerbach, darunter die Spuren von Vorgängerbauten bzw. älterer Bauphasen, Wassergräben und abgebrochenen Gebäudeteilen“ werden zudem als Bodendenkmal unter der Aktennummer D-2-7239-0129 genannt.

## Geschichte
Um das Jahr 700 wird in den Monumenta Nideraltacensia ein Piparpah erwähnt, das mit dem Ort Bayerbach identisch sein soll. 973 schenkte Kaiser Otto I. dem Kloster Niedermünster den Hof Bayerbach im Donaugau. Diese Schenkung wird 1022 durch Kaiser Heinrich II. und 1025 durch König Konrad II. bestätigt.
Von 1330 bis 1399 sind die Ulnkofer auf Bayerbach belegt (1330 werden Vlreich der Vlnchouer zu Pewrpach und 1376 Ritter Hainrich der Vlnchouer zu Peurpach als Richter des Klosters Mallersdorf genannt). Am 6. Mai 1399 verspricht Analay, die Witwe des Haimeran Steinberger zu Bayerbach, einen Vergleich mit ihrem Vetter Jörg dem Ulnkofer zu Feuchten zu halten. Jörg Ulnkofer sollte alles behalten, was sein Vater geerbt hatte, Alalay soll all das bekommen, was Gatte erworben hatte, die Taverne sollte beiden gehören.
1447 erscheint Jörg Gareis als Hofmarkbesitzer. Diese Familie ist bis 1494 hier bezeugt (1458 Jeorg Gareys zu Pevrbach, Pfleger zu Neufahrn und Richter in Mallersdorf, 1464 ein Gareis auf Pewrbach, 1470 Jorg Gareisen, 1494 Georg Gareis). 1467 verkauft Lorenz Maushamer zu Hofkirchen auf dem von den Hermsdorfern erworbenen Hof zu Bayerbach an Konrad Gewolf zu Bayerbach. 1478 verkauft Bartholomäus Maushamer Güter zu Niederbayerbach an den Kanzler Rudolf Alberger. Dies deutet auf die Existenz von zwei damals bestehenden Grundherrschaften (Ober- und Niederbayerbach) im Ort hin. Am 11. Februar 1482 verkaufte Conrad Gewolf zu Bayerbach dem Jörg Gareis seine Bau- und Erbrechte auf dem Hof zu Bayerbach, die er von Lorenz Maushamer erworben hatte. 1493 ist von einem Sitz Bayerbach die Rede.

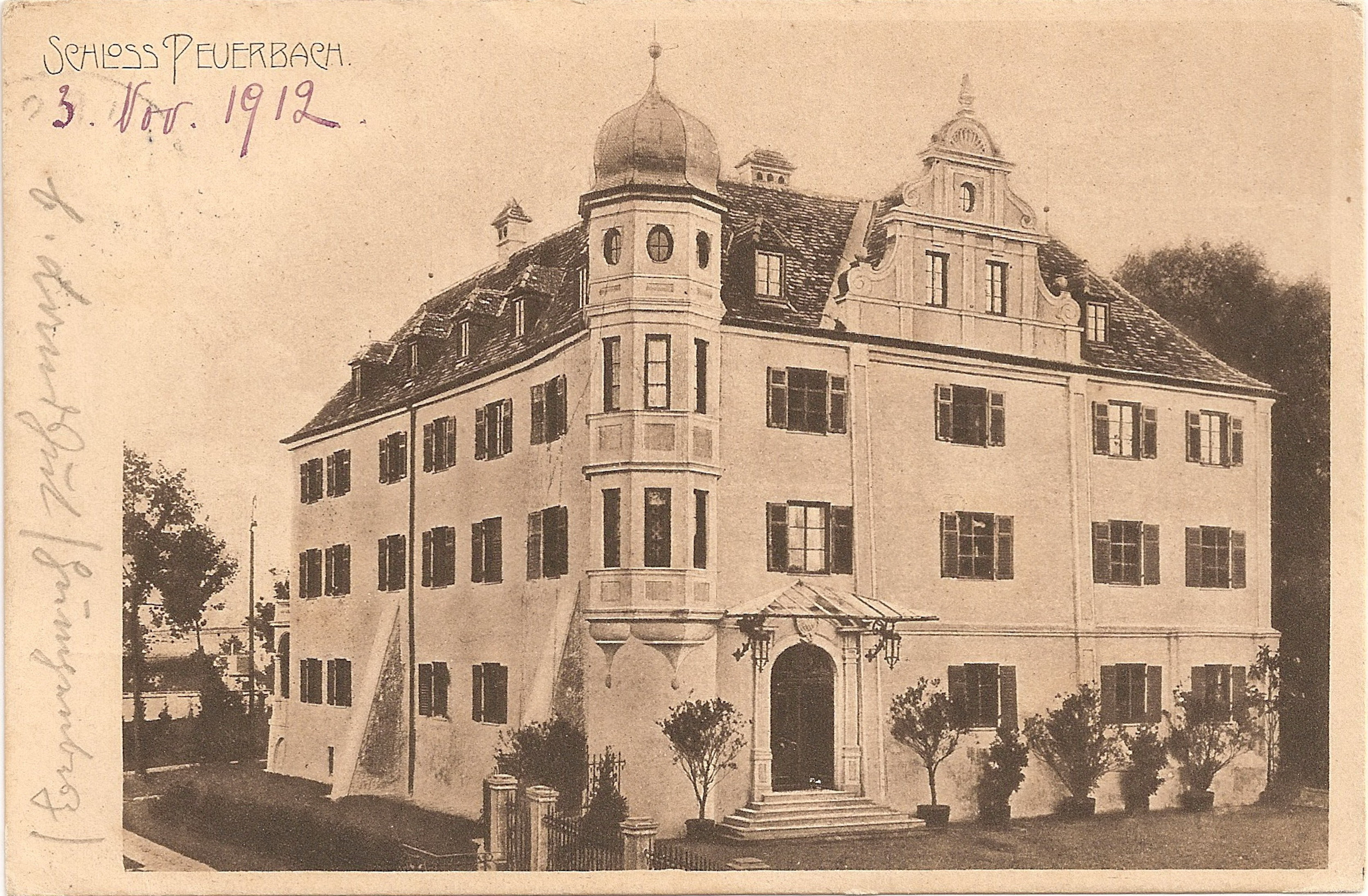
Schloss Peuerbach Postkarte von 1912

1500 hatte die Witwe des Jörg Gareis den Ulrich Nußdorfer geheiratet, dessen Familie nun hier bestimmend wird. 1519 ist von einem Ritter Ulrich von Nußdorf zu Pewerbach († ca. 1534), Pfleger zu Kirchberg, die Rede. Anna, die Tochter des Ulrich Nußdorfer, soll den Jägersohn Jörg Höhenheimer geheiratet haben. 1558 besitzt der Sohn aus der Ehe der Anna und des Jörg die Hofmark Bayerbach. Von 1585 bis 1681 werden die Eisenreich als Herren auf Bayerbach genannt (1585–1602 Hanns Georg Eisenreich zu Peurbach, 1605/1623 Alexandria, die Witwe des Hanns Georg, 1628 Salome Eisenreichin auf Peurbach, 1652 Georg Wilhelm Eisenreich, 1665/1670 Christoph Benno von Eisenreich u. a. auf Peurbach, 1681 Maria Salome Eisenreich). Am 5. November 1585 werden die Hofmarken Bayerbach und Langenhettenbach in einer Hand vereinigt. Nach dem Tod der Maria Salome Eisenreich gingen die Eisenreich’schen Güter an ihre fünf weiblichen Erben.
Am 29. März 1681 gelangt durch Heirat Bayerbach zusammen mit Langenhettenbach an die Herren von Gumppenberg (auch Gumpperg genannt). Am 28. Oktober 1782 bringt Ferdinand Theodor von Gumppenberg die Hofmark durch einen Vergleich mit seinen Geschwistern an sich. Die Gumppenbergs hatten bis 1848 die Hofmarksherrschaft bzw. das Patrimonialgericht Bayerbach inne. Das Schloss ist auch heute noch im Besitz dieser Familie.

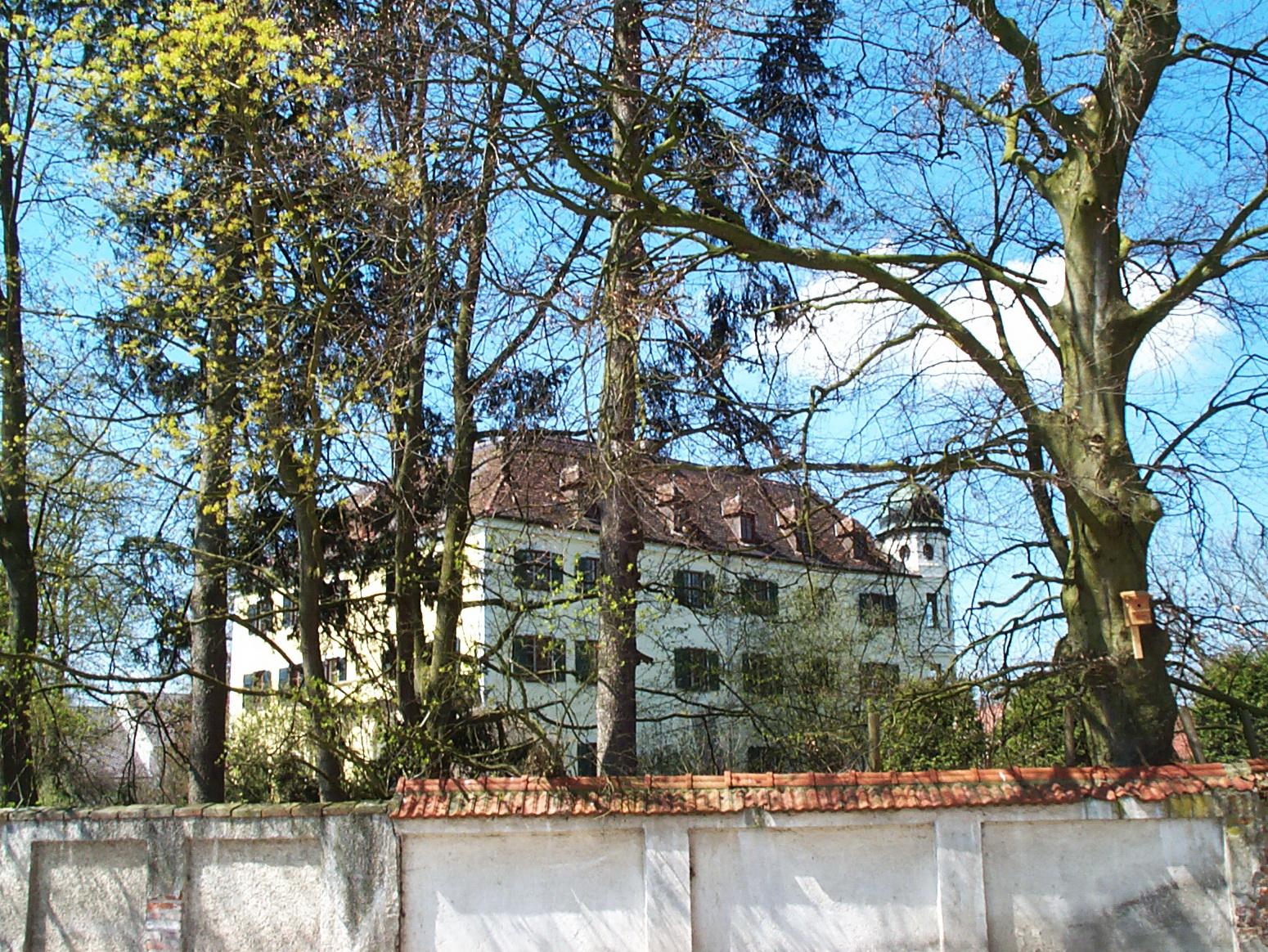
Schloss Peuerbach 2001

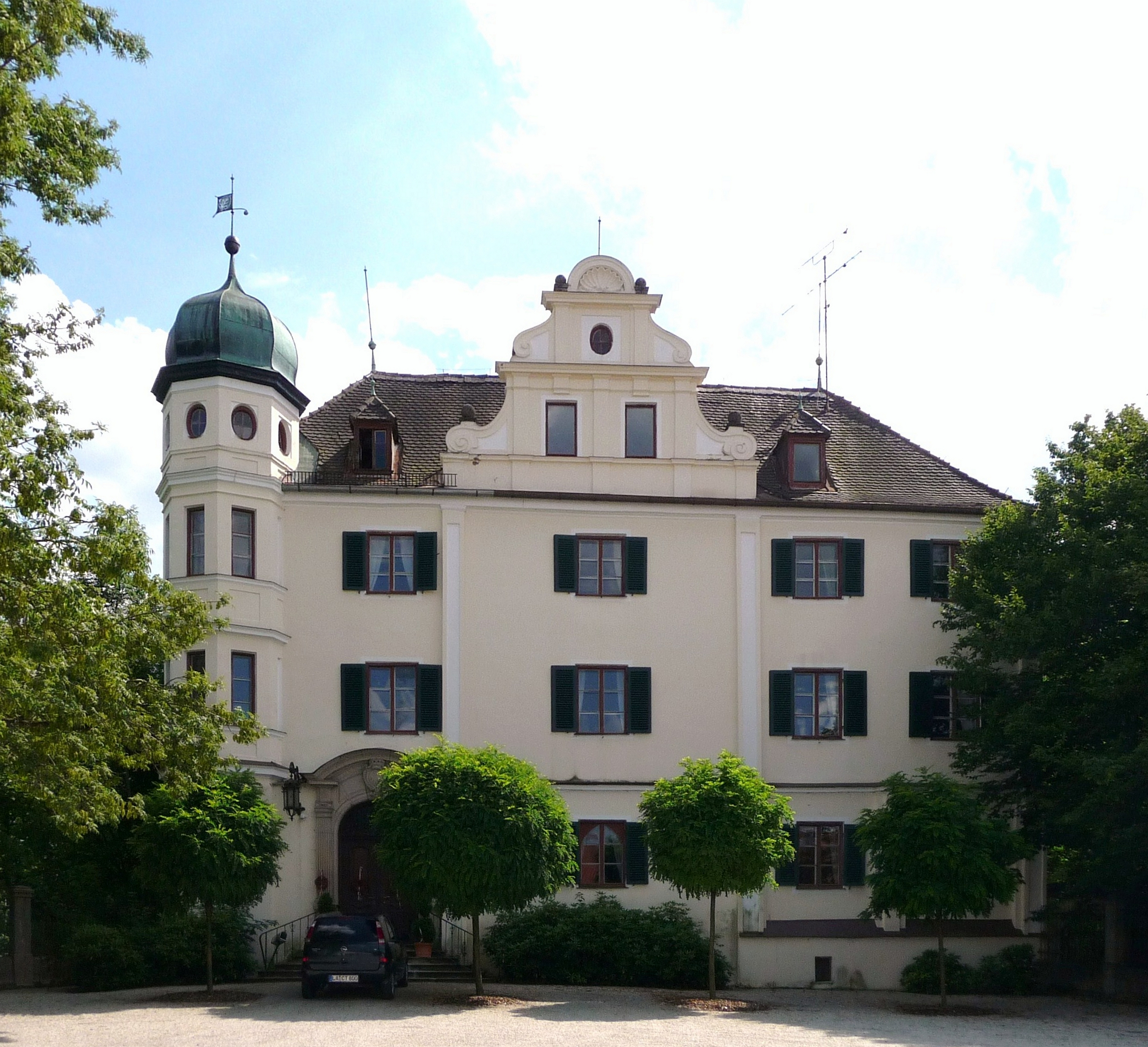
Schloss Peuerbach 2010

## Schloss Bayerbach einst und jetzt
Die Anlage ist im Kern ein Vierflügelbau aus dem 15. Jahrhundert (bereits in der Bayerischen Landtafel von 1470 sind in Bayerbach eine Hofmark und ein Schloss bezeugt). Wie man aus dem Stich von Michael Wening von 1721 ersehen kann, war das Schloss damals ein viergeschossiger Bau, der von einem Wassergraben umgeben war. Eine Holzbrücke führte zu dem Eingangsportal. An das Hauptgebäude schloss sich ein weiterer dreigeschossiger Flügel an. Vor dem Schloss steht ein Wirtschaftsgebäude.
Das Schloss wurde 1892/93 im Neorenaissancestil umgebaut. Die Nordseite ist dreigeschossig und weist eine Pilastergliederung und einen Zwerchgiebel über einem Mittelrisalit auf. An der nordöstlichen Ecke befindet sich ein oktogonaler Erkerturm mit einer Kuppelhaube. Die erhaltenen Teile der Ökonomie bilden einen zweigeschossigen Satteldachbau, dieser ist teilweise mit einem Fachwerkobergeschoss aus dem 18./19. Jahrhundert ausgestattet. Die erhaltenen Teile der Einfriedung stammen ebenfalls aus dem 18./19. Jahrhundert.
Seit Januar 2022 stand das Schloss zum Verkauf, wurde aber letztendlich nicht verkauft. Caspar von Gumppenberg, der Sohn des letzten Besitzers, gab 2025 bekannt, es für die Allgemeinheit zu öffnen und „gemeinsam mit der Gemeinde und ihren Bürgerinnen und Bürgern die Zukunft dieses historischen Juwels gestalten“.